# Sayed Alishah Farhang
Sayed Alishah Farhang (ur. 21 marca 1990) – afgański narciarz alpejski pochodzenia chazarskiego, jeden z dwóch pierwszych reprezentantów Afganistanu, którzy zakwalifikowali się na zimowe igrzyska olimpijskie. Przez afgański komitet olimpijski został wytypowany do startu na igrzyskach w Pjongczangu.
Wystąpił na mistrzostwach świata w Sankt Moritz. 17 lutego 2017 zajął 86. miejsce w slalomie gigancie.